# Arquidiócesis de Portoviejo
La arquidiócesis de Portoviejo (en latín: Archidioecesis Portus Veteris) es una circunscripción eclesiástica de la Iglesia católica en Ecuador. Se trata de una arquidiócesis latina, sede metropolitana de la provincia eclesiástica de Portoviejo. Desde el 2 de octubre de 2019 su arzobispo es Eduardo José Castillo Pino.

## Territorio y organización

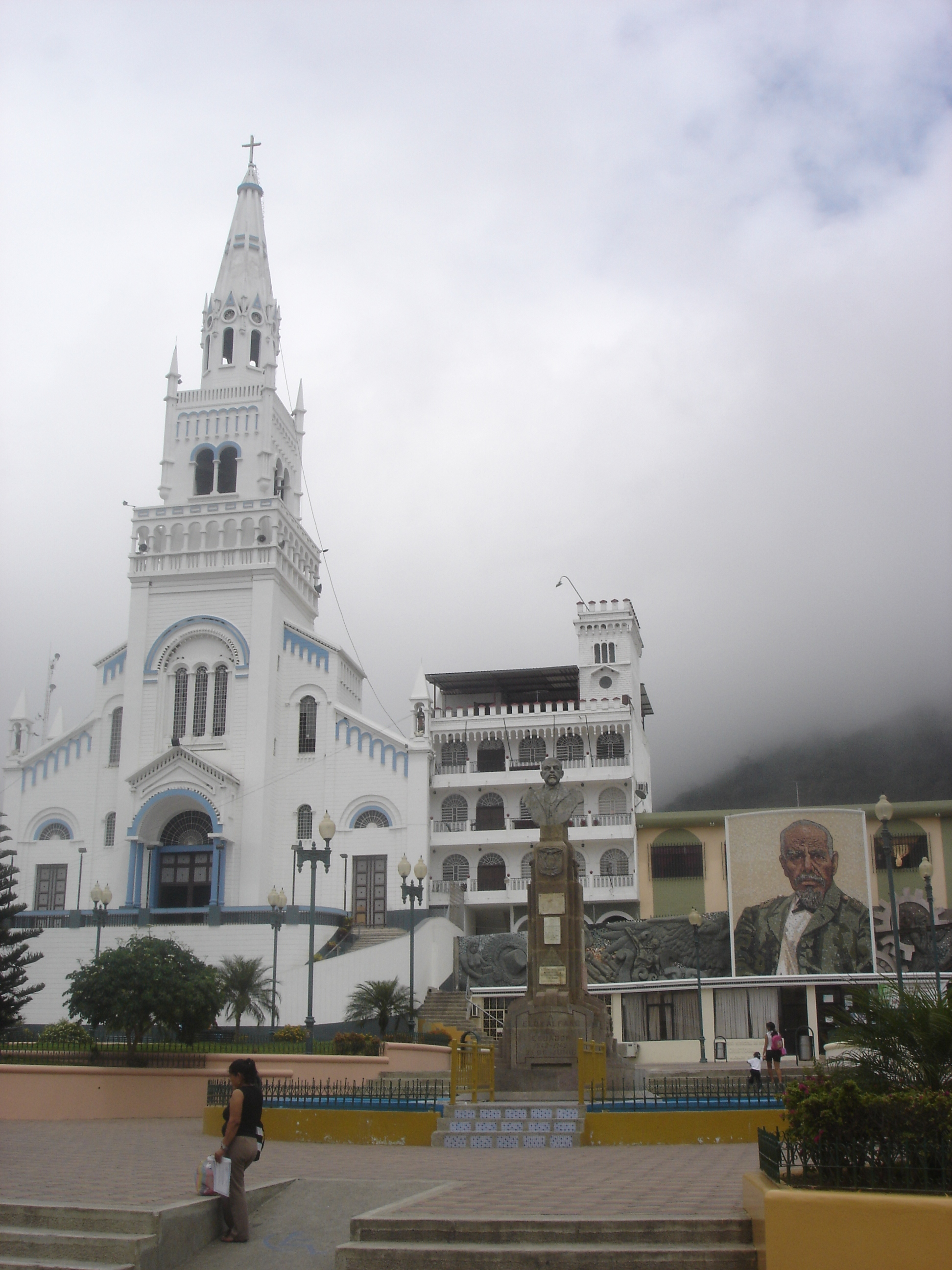
Basílica de la Santísima Virgen de Montserrat, en Montecristi

La arquidiócesis tiene 21 000 km² y extiende su jurisdicción sobre los fieles católicos de rito latino residentes en la provincia de Manabí.
La sede de la arquidiócesis se encuentra en la ciudad de Portoviejo, en donde se halla la Catedral de Jesús el Buen Pastor. En Montecristi se halla la basílica de la Santísima Virgen de Montserrat.
La arquidiócesis tiene como sufragánea a la diócesis de Santo Domingo en Ecuador.
En 2021 en la arquidiócesis existían 90 parroquias agrupadas en 10 vicarías zonales.

## Historia

### Antecedentes
El 24 de septiembre de 1535 se puso bajo la advocación de Nuestra Señora de La Merced la iglesia construida en Portoviejo por el fraile mercedario Miguel de Santa María. La misión en esas tierras dependía desde 1538 de la diócesis de Cuzco; luego pasó a depender de Quito cuando esta circunscripción fue elevada a obispado en 1545.
La diócesis de Quito se fue segregando en distintos obispados, por lo que ese territorio que inicialmente le pertenecía dependió, desde 1763, de la diócesis de Cuenca. En 1838 Guayaquil pasó a ser diócesis, y Manabí pasó a depender de esa nueva sede.

### Diócesis
Por recomendación del presidente del Ecuador, Gabriel García Moreno, la diócesis de Portoviejo fue erigida el 23 de marzo de 1870 mediante la bula Multiplices inter del papa Pío IX, obteniendo el territorio de la arquidiócesis de Quito y de la diócesis de Guayaquil (hoy arquidiócesis). Originalmente fue sufragánea de la arquidiócesis de Quito. El entonces delegado apostólico Serafino Vannutelli, arzobispo titular de Nicea, recibió el mandato de Pío IX para completar la erección de la nueva diócesis.
El 6 de marzo de 1871 fue elegido Luis Tola y Avilés, quien se posesionó como primer obispo de la diócesis el 18 de junio de 1871. Los inicios de la nueva diócesis fueron muy difíciles. Tola y Avilés tuvo graves problemas de salud y permaneció en el liderazgo efectivo de la diócesis sólo por unos días. En 1875 presentó su primera renuncia, pero en 1878 el papa Pío IX lo autorizó a dirigir la diócesis desde su casa en Guayaquil y a ejercer funciones pontificias en su capilla privada. La diócesis quedó confiada a su vicario general. Se trataba de afrontar una situación pastoral desastrosa: la población no prestaba atención a los preceptos cristianos, la superstición y el espiritismo estaban muy extendidos, la moralidad era inaceptable, faltaban iglesias, escuelas y colegios. Sin embargo, en 1871 inició la construcción de la catedral y estableció el colegio conciliar de San Luis Gonzaga. Luis Tola y Avilés dimitió por segunda vez en 1881 y luego se aceptó su dimisión. El clero nativo, al comienzo de la diócesis, estaba conformado por dos sacerdotes, Vicente Loor y José María Aragundi.
El sucesor de Tola y Avilés fue Pedro Schumacher, quien encontró en 1885 una diócesis todavía sin seminario, sin presencia de órdenes religiosas y con sólo siete sacerdotes diocesanos que debían atender 24 parroquias. Por ello se lanzó a una obra de desarrollo de la diócesis. En diciembre de 1886 fundó dos seminarios, Mayor y Menor, en un terreno de 25 cuadras que compró en 1885. También construyó el puente San José en 1886.
Schumacher invitó a órdenes religiosas de Europa y Estados Unidos a poner fin a la falta crónica de clérigos debidamente formados, entre las cuales llegaron: las benedictinas, las franciscanas suizas, las Hijas de la Caridad (que tenían como superiora a sor Gertrudis, hermana gemela del obispo); a los capuchinos de España, a los Misioneros de la Sociedad Ilustrativa de Italia, a los dehonianos y franciscanos de Francia y de Alemania, a los del Verbo Divino. También las Congregaciones religiosas como las marianitas, Matovelle, y los padres y hermanas de la Sociedad del Divino Salvador (salvatorianos) que llegaron en 1893 y se fueron en 1895 debido a la persecución liberal.
La revolución liberal arrasó con todo lo que el obispo Schumacher había logrado construir laboriosamente: los seminarios fueron demolidos desde sus cimientos, los colegios universitarios convertidos en escuelas públicas, las iglesias destruidas. Las órdenes religiosas fueron expulsadas del país y el propio obispo, que pertenecía a la Congregación de la Misión, se vio obligado a exiliarse en Colombia.
Tras la muerte del obispo Schumacher, se nombró un administrador apostólico, Vicente Loor, que sin embargo era anciano, sordomudo y sin ingresos debido a las confiscaciones que había sufrido. La vasta diócesis tenía sólo cuatro sacerdotes, sin religiosos ni religiosas hasta 1908. En 1907 al ser elegido obispo Juan María Riera, habría sido necesario empezar de cero para refundar la diócesis. Esto tampoco fue posible, porque el obispo, debido al veto del gobierno, tuvo que conformarse con dirigir la diócesis desde Quito, sin poder residir allí. Cuatro años después fue trasladado a la diócesis de Guayaquil. Se produjo por lo tanto una larga vacante que no finalizaría hasta 1947. En la diócesis no hubo párrocos estables hasta 1936.
El 14 de diciembre de 1945 la diócesis cedió una porción de su territorio para la erección de la prefectura apostólica de Esmeraldas (hoy vicariato apostólico de Esmeraldas) mediante la bula Ad dominicum gregem del papa Pío XII.
Nicanor Gavilanes Chamorro, obispo de la diócesis entre 1947 y 1967, fue quien decidió construir la segunda catedral frente al parque Eloy Alfaro, donde está en la actualidad.
El 22 de enero de 1956 pasó a formar parte de la nueva provincia eclesiástica de la arquidiócesis de Guayaquil.

### Arquidiócesis
El 25 de febrero de 1994 fue elevada al rango de arquidiócesis metropolitana mediante la bula Maiori spirituali del papa Juan Pablo II. José Mario Ruiz Navas, quién se desempeñaba como obispo de Portoviejo, pasó a ser su primer arzobispo.
En el mandato de Mario Ruiz Navas se hizo la construcción del Seminario Mayor San Pedro, inaugurado el 5 de octubre de 1992, la reconstrucción y dedicación de la catedral en 1993, la fundación ese mismo año de "Radio Católica Manabí" —que se la confió a los padres paulinos— y la creación del Instituto Superior Tecnológico de Ciencias Religiosas y Educación en Valores San Pedro en el 2004.
En el mandato de Lorenzo Voltolini, se nombró para una mejor atención pastoral a los vicarios zonales, y se creó, con el permiso de la Santa Sede, el cabildo catedralicio.
El 29 de mayo de 2009, en una ceremonia solemne en la Catedral metropolitana de Portoviejo se dio el envío del primer equipo misionero ad gentes, destinado a trabajar en el vicariato apostólico del Puyo.
El 12 de marzo de 2011, con motivo de los 476 años de la fundación de Portoviejo y los 141 años de la fundación de la diócesis, se realizó el traslado, desde Guayaquil, de los restos mortales de Luis Tola y Avilés, primer obispo de la diócesis, y de Isidoro Barriga Farías, que fue obispo auxiliar de Guayaquil. Para el recibimiento de los restos se celebró una misa solemne en la catedral, presidida por Voltolini, con la participación del por entonces arzobispo de Guayaquil, Antonio Arregui Yarza, y sus respectivos obispos auxiliares.
Debido al terremoto de Ecuador de 2016, la catedral sufrió daños estructurales y sus torres debieron ser reconstruidas.

## Estadísticas
Según el Anuario Pontificio 2022 la arquidiócesis tenía a fines de 2021 un total de 1 335 770 fieles bautizados.
| Año                                                                             | Población            | Población | Población      | Sacerdotes | Sacerdotes    | Sacerdotes    | Bautizados por sacerdote | Diáconos permanentes | Religiosos | Religiosos | Parroquias |
| Año                                                                             | Bautizados católicos | Total     | % de católicos | Total      | Clero secular | Clero regular | Bautizados por sacerdote | Diáconos permanentes | Varones    | Mujeres    | Parroquias |
| ------------------------------------------------------------------------------- | -------------------- | --------- | -------------- | ---------- | ------------- | ------------- | ------------------------ | -------------------- | ---------- | ---------- | ---------- |
| 1950                                                                            | 300 000              | 384 000   | 78.1           | 31         | 13            | 18            | 9677                     |                      | 8          | 15         | 43         |
| 1965                                                                            | 600 000              | 620 000   | 96.8           | 62         | 29            | 33            | 9677                     |                      | 34         | 80         | 32         |
| 1968                                                                            | ?                    | 768.512   | ?              | 73         | 32            | 41            | ?                        |                      | 60         | 155        | 34         |
| 1975                                                                            | 820 000              | 880 000   | 93.2           | 57         | 23            | 34            | 14 385                   | 4                    | 42         | 165        | 42         |
| 1976                                                                            | 800 000              | 868 615   | 92.1           | 63         | 29            | 34            | 12 698                   | 1                    | 35         | 135        | 42         |
| 1990                                                                            | 1 100 000            | 1 200 000 | 91.7           | 82         | 36            | 46            | 13 414                   | 1                    | 54         | 175        | 52         |
| 1999                                                                            | 1 100 000            | 1 200 000 | 91.7           | 100        | 55            | 45            | 11 000                   |                      | 49         | 242        | 70         |
| 2000                                                                            | 1 100 000            | 1 200 000 | 91.7           | 73         | 27            | 46            | 15 068                   |                      | 54         | 252        | 27         |
| 2001                                                                            | 1 100 000            | 1 200 000 | 91.7           | 115        | 76            | 39            | 9565                     |                      | 46         | 254        | 73         |
| 2002                                                                            | 1 100 000            | 1 200 000 | 91.7           | 105        | 61            | 44            | 10 476                   |                      | 50         | 269        | 73         |
| 2003                                                                            | 1 104 275            | 1 180 375 | 93.6           | 114        | 69            | 45            | 9686                     |                      | 58         | 251        | 76         |
| 2004                                                                            | 1 091 143            | 1 186 025 | 92.0           | 116        | 70            | 46            | 9406                     |                      | 60         | 276        | 78         |
| 2013                                                                            | 1 328 235            | 1 400 896 | 94.8           | 127        | 82            | 45            | 10 458                   |                      | 59         | 254        | 89         |
| 2016                                                                            | 1 346 730            | 1 496 366 | 90.0           | 128        | 85            | 43            | 10 521                   |                      | 54         | 241        | 89         |
| 2019                                                                            | 1 408 350            | 1 537 090 | 91.6           | 119        | 68            | 51            | 11 834                   |                      | 61         | 205        | 89         |
| 2021                                                                            | 1 335 770            | 1 571 500 | 85.0           | 128        | 80            | 48            | 10 435                   |                      | 56         | 203        | 90         |
| Fuente: Catholic-Hierarchy, que a su vez toma los datos del Anuario Pontificio. |                      |           |                |            |               |               |                          |                      |            |            |            |

## Episcopologio

### Obispos de Portoviejo
| Foto | Escudo | Nombre del titular                  | Período                                                | Fin del cargo (razón)        |
|      |        | Luis Tola y Avilés †                | 6 de marzo de 1871-julio de 1884                       | Renunció                     |
|      |        | Pedro Schumacher Niessen, C.M. †    | 27 de marzo de 1885-15 de julio de 1900                | Falleció                     |
|      |        | Juan María Riera Moscoso, O.P. †    | 5 de diciembre de 1907-19 de enero de 1912             | Nombrado obispo de Guayaquil |
|      |        | Nicanor Carlos Gavilanes Chamorro † | 29 de mayo de 1947-17 de febrero de 1967               | Retirado                     |
|      |        | Luis Alfredo Carvajal Rosales †     | 17 de febrero de 1967 por sucesión-6 de agosto de 1989 | Retirado                     |
|      |        | José Mario Ruiz Navas †             | 6 de agosto de 1989-25 de febrero de 1994              | Elevado a arzobispo          |

### Arzobispos de Portoviejo
| Foto | Escudo | Nombre del titular               | Período                                      | Fin del cargo (razón) |
|      |        | José Mario Ruiz Navas †          | 25 de febrero de 1994-6 de agosto de 2007    | Retirado              |
|      |        | Lorenzo Voltolini Esti, O.C.S.O. | 6 de agosto de 2007-14 de septiembre de 2018 | Renunció              |
|      |        | Eduardo José Castillo Pino       | Desde el 2 de octubre de 2019                |                       |